# Francisco Panigarola
Francesco Panigarola (Milán, 6 de febrero de 1548 - Asti, 31 de mayo de 1594) fue un predicador franciscano italiano, obispo de Asti.
Francisco fue fraile franciscano, sufragáneo del obispo de Ferrara, en el año 1586, obispo de Asti y enviado a Francia con el cardenal Cayetano para apoyar a la Liga católica. Destacó como apologeta del catolicismo frente a las doctrinas luteranas y calvinistas

## Escritos

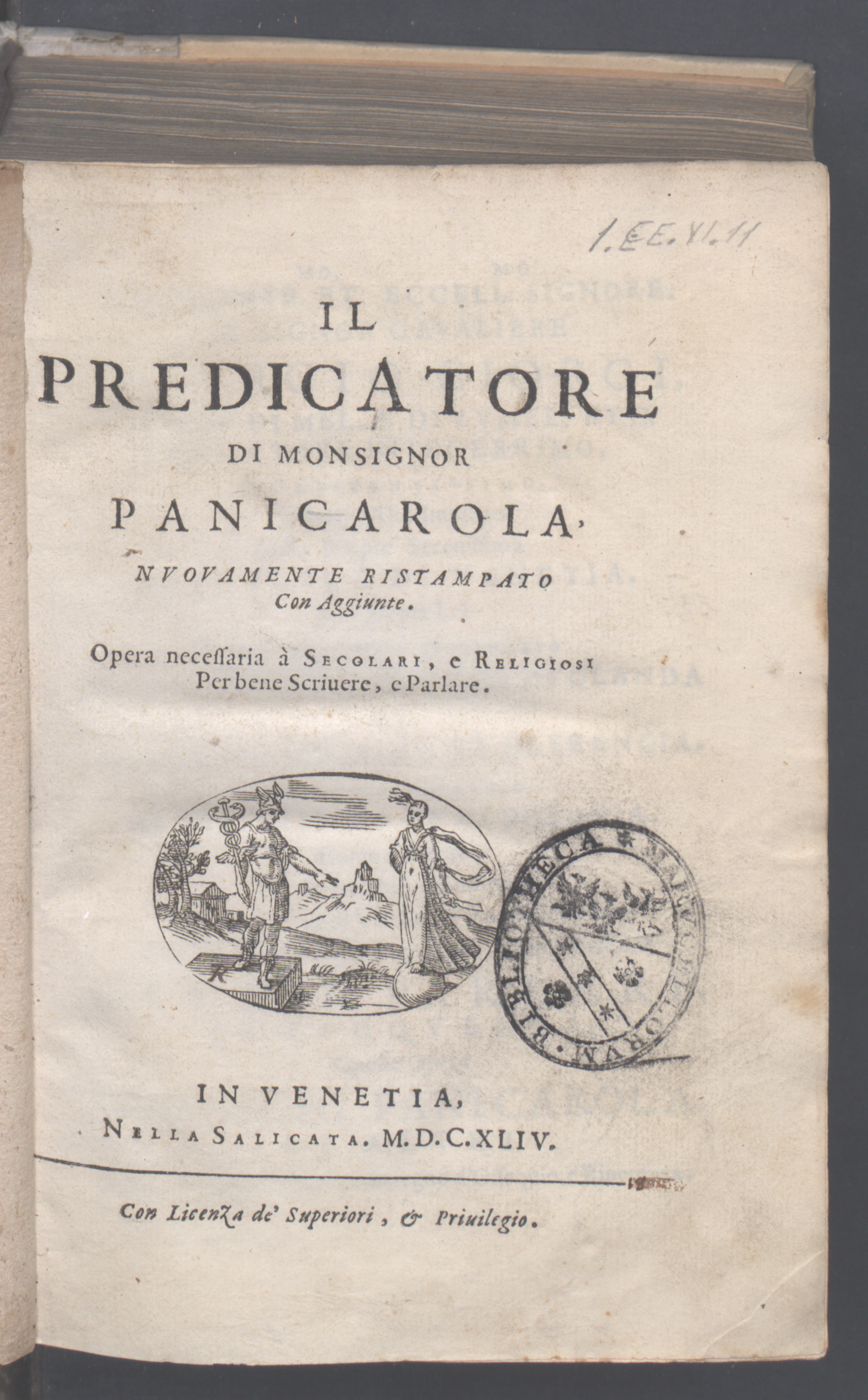
Predicatore, 1644

Este religioso dejó escritas algunas obras, como las siguientes:
- Vita scritta da lui medesimo, Bologna: Il mulino, 2008.
- Junto a P. Gentile Della Corona di Apollo.., Venecia, S. Combi, 1605, 2 volúmenes.
- I sette salmi penitentiali..., Venetia: N. Misserino, 1601
- Lecons Catholiques Sur les Doctrines De l'eglise..., Lyon: A. Tardiff, 1585.
- Il Compendio degli Annali ecclesiastici del Padre Cesare Baronio, Roma, 1590; 2nd ed., Venecia, 1593.
- B. Petri Apostolorum Principis Gesta... in rapsodiæ, quam catenam appellant, speciem disposita, Asti, 1591.
- Lettioni sopra dogmi, dette Calviniche, Venice, 1584, publicado junto a la obra de Giacomo Picenino en "Apologia per i Riformatori e per la Religione Riformata contro le Invettive di F. Panigarola e P. Segneri ", Coira, 1706.
- "Il Predicatore di F. Francesco Panigarola ... overo Parafrase, comento e discorsi intorno al libro dell' Elocutione di Demetrio Falerco ...", Venice, 1609.